# Deschampsia chapmanii
Deschampsia chapmanii là một loài thực vật có hoa trong họ Hòa thảo. Loài này được Petrie mô tả khoa học đầu tiên năm 1891.